# هنتنغتون (فيرمونت)
هنتنغتون (بالإنجليزية: Huntington, Vermont)‏ هي بلدة تقع بولاية فيرمونت في الولايات المتحدة. تبلغ مساحتها 98.8 (كم²)، وترتفع عن سطح البحر 235 م، بلغ عدد سكانها 1861 نسمة في عام 2000 حسب إحصاء مكتب تعداد الولايات المتحدة وتصل الكثافة السكانية فيها 18.8 نسمة/كم2.

## وصلات خارجية
- The US50 - Cities and Towns in Vermont State
- Vermont Cities and Towns, Facts, Map, Flag, Colleges, Government, and More